# Norsk Bridgeforbund
De Norsk Bridgeforbund of NBF (Noors voor Noorse Bridgebond) is de overkoepelende sportbond van de Bridge in Noorwegen. De bond is aangesloten bij de Wereld Bridgebond en bij de Noorse Denksportbond (Norsk Tankesportforbund).
De bond werd in 1932 opgericht en zetelt in de hoofdstad Oslo.
De Noorse Bridgebond heeft (2017) 9200 leden.